# Miss Tierra 2016
Miss Tierra 2016 fue la 16.ª edición de certamen de belleza Miss Tierra, cuya final se llevó a cabo el 29 de octubre de 2016 en el Mall of Asia Arena, en la ciudad de Pásay, Filipinas. Candidatas de 83 países y territorios autónomos compitieron por el título. Al final del evento, Angelia Ong, Miss Tierra 2015 de Filipinas coronó a Katherine Espín de Ecuador.

## Resultados
| Resultados finales      | Candidata |
| ----------------------- | --- |
| Miss Tierra 2016        | - Ecuador - Katherine Espín |
| Miss Tierra - Aire      | - Colombia - Michelle Gómez |
| Miss Tierra - Agua      | - Venezuela - Stephanie de Zorzi |
| Miss Tierra - Fuego     | - Brasil - Bruna Zanardo (Renunció) - Estados Unidos - Corrin Stellakis (Asumió el título) |
| Finalistas (Top 8)      | - Rusia - Aleksandra Cherepanova - Suecia - Cloie Skarne - Vietnam - Nguyễn Thị Lệ Nam Em |
| Semifinalistas (Top 16) | - Australia - Lyndl Kean - Inglaterra - Luissa Burton - Irlanda del Norte - Julieann McStravick - Italia - Denise Frigo - Macao - Clover Zhu - México - Itzel Astudillo - Sudáfrica - Nozipho Magagula - Corea - Chae-Yeung Lee |

## Historia

### Sede
La sede del evento fue anunciada el 30 de agosto a través del portal oficial de la Organización Miss Tierra en Facebook; siendo la undécima vez que dicho evento se haya realizado en Filipinas, al igual que fue la primera vez que la ciudad de Pasay acogiera el certamen.

## Áreas de competencia

### Final

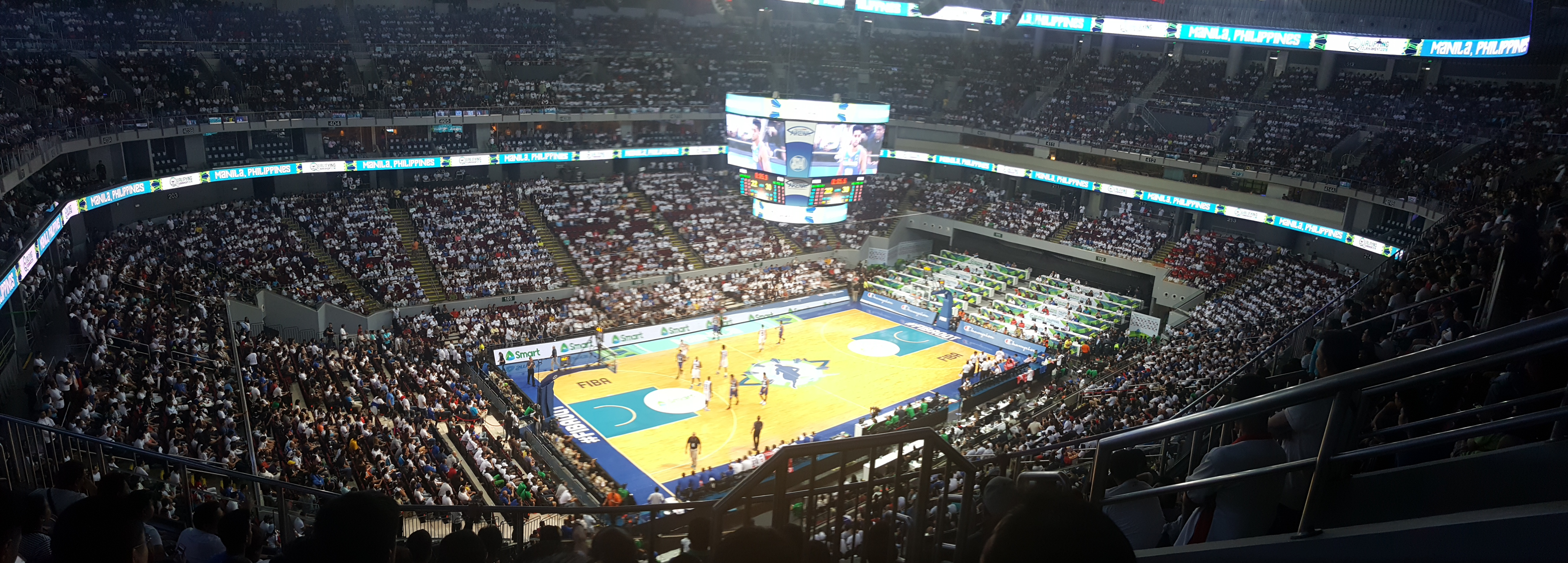
Vista interna del Mall of Asia Arena, recinto sede.

La gala final fue transmitida en vivo a más de 150 países y territorios desde el Mall of Asia Arena en Manila (Filipinas) el 29 de octubre de 2016. Estuvo conducida por Marc Nelson y Rovilson Fernández.
El grupo de 16 cuartofinalistas fue dado a conocer durante la competencia final, seleccionado por un jurado preliminar y la Organización Miss Tierra, quienes eligieron a las concursantes que más destacaron en las tres áreas de competencia durante la etapa preliminar. 
Estas 16 cuartofinalistas fueron evaluadas por un jurado final:
- Las 16 cuartofinalistas desfilaron en una nueva ronda en traje de baño, y traje de gala 8 de ellas.
- Las 8 semifinalistas que continuaron, dieron un leve discurso sobre el medio ambiente, donde salieron de la competencia 4 de ellas.
- Las 4 finalistas se sometieron a una pregunta eliminatoria final, la cual determinó las titulares de los elementos Fuego, Agua, Aire, y la eventual ganadora, Miss Tierra 2016

#### Jurado final
Los miembros del jurado que evaluaron a las cuarto, semi y finalistas, y eligieron a Miss Tierra 2016.
- Matthias Gelber, reconocido activista ecológico y cofundador de Maleki GmbH.
- Liza Pavlakos, inspiradora profesional motivacional.
- Arnold Vegafria, presidente de ALV Talent Circuit.
- Jamie Herrell, modelo y Miss Tierra 2014.
- Jose Pardo,  presidente de junta de Philippine Stock Exchange.
- Sophie Sumner, modelo británica, finalista Britains Next Top Model y ganadora del ciclo 18 de America's Next Top Model.
- Lorraine Schuck, vicepresidenta de Producciones Carrusel.
- Ronald dela Rosa, director de la Policía Nacional de Filipinas.
- Wanda Teo, secretaria del Departamento de Turismo de Filipinas.
- Dean Dezius, conductor de la cadena FOX.

### Premiaciones especiales oficiales
La Organización Miss Tierra otorgó cuatro premios especiales durante las actividades del Miss Tierra 2016:

#### Miss Simpatía Tierra 2016
La concursante ganadora al reconocimiento como Miss Simpatía (Miss Congeniality) fue elegida por las mismas concursantes, quienes votaron en secreto por aquella de sus compañeras que reflejó mejor el sentido de sana competencia, fraternidad y amistad entre las naciones.
- Ganadora:  Bahamas — Candisha Rolle

#### Miss Fotogénica Tierra 2016
Miss Fotogénica fue elegida por el panel de jueces preliminar, eligiendo a la concursante cuyas fotos fueron las mejores.
- Ganadora:  Vietnam — Nguyễn Thị Lệ Nam Em

#### Mejor Eco-Video de Belleza 2016
La concursante ganadora al reconocimiento como el Mejor Eco video de belleza (Best Eco-Beauty Video) fue elegida por una panel de jueces de la organización. 
- Ganadora:  Moldavia — Tatiana Ovcinicová

#### Miss Eco-Guerrera 2016
Miss Ecoguerrera fue elegida por el panel de jueces preliminar, eligiendo a la concursante cuya lucha por la preservación del medio ambiente fue más notable.
- Ganadora:  Gales — Charlotte Hitchman

## Relevancia histórica deMiss Tierra 2016

### Corona
Angelia Ong, titular saliente, coronó a su sucesora una corona recién pulida y modificada, creada por la empresa de joyas amigable con el medio ambiente con sede en Florida Ramona Haar. Una base de metal duradero fue añadido al diseño original de la corona usada desde la edición del 2009 para mejorar la apariencia general de la corona y tener un ajuste íntimo a la cabeza de la nueva titular. La confirmación de aquello fue anunciado por la Organización Miss Tierra a través de su cuenta oficial de Facebook el 29 de junio de 2016.

### Resultados

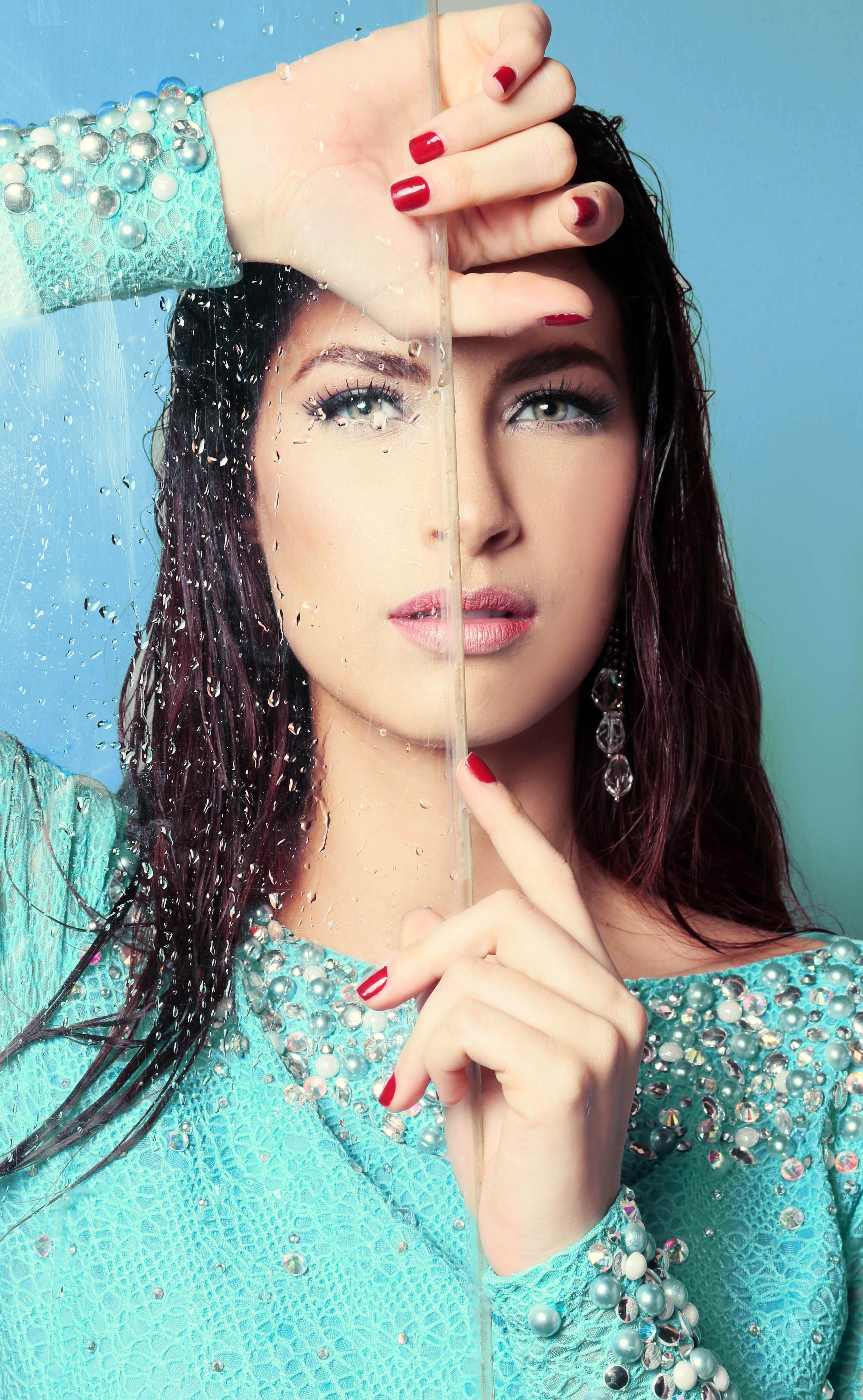
Stephanie de Zorzi, Miss Agua.

- Ecuador gana Miss Tierra por segunda vez.
- Australia, Brasil, Colombia, Estados Unidos y Venezuela repiten clasificación a los cuartos de final.
- Venezuela clasifica por duodécimo año consecutivo.
- Estados Unidos clasifica por quinto año consecutivo.
- Brasil y Colombia clasifican por tercer año consecutivo.
- Corea del Sur, México y Rusia clasificaron por última vez en 2014.
- Sudáfrica clasificó por última vez en 2013.
- Italia clasificó por última vez en 2012.
- Ecuador y Suecia clasificaron por última vez en 2011.
- Vietnam clasificó por última vez en 2010.
- Inglaterra  y Macao clasificaron por primera vez.
- Irlanda del Norte clasificó por última vez en 2009
- Filipinas rompe una racha de clasificaciones que mantenía desde 2011.
- Colombia alcanza su mejor posición en el certamen. (Miss Aire)
- Venezuela se posiciona Miss Agua por quinta ocasión, mientras Brasil logra el título Miss Fuego por cuarta vez.
- El cuadro de finalistas estuvo conformado netamente por candidatas de América del Sur.

### Otros datos significativos
- Se implementó por primera ocasión el formato de cuatro finalistas.
- La representante de Indonesia, Luisa Soemitha, pasó por error al frente del escenario durante el anuncio de las cuartofinalistas.
- El certamen se realizó por primera vez en el Mall of Asia Arena de Manila, mismo que tres meses después acogió el Miss Universo.

## Medallero de Miss Tierra 2016
| Ranking | País/Territorio    | Oro | Plata | Bronce | Total |
| ------- | ------------------ | --- | ----- | ------ | ----- |
| 1       | Ecuador            | 3   | 1     | 1      | 5     |
| 2       | México             | 3   | 0     | 1      | 4     |
| 3       | Vietnam            | 1   | 2     | 0      | 3     |
| 4       | Rusia              | 1   | 1     | 1      | 3     |
| 5       | Estados Unidos     | 1   | 0     | 1      | 2     |
| 5       | Inglaterra         | 1   | 0     | 1      | 2     |
| 6       | Australia          | 1   | 0     | 0      | 1     |
| 6       | Bahamas            | 1   | 0     | 0      | 1     |
| 6       | Eslovenia          | 1   | 0     | 0      | 1     |
| 6       | Filipinas          | 1   | 0     | 0      | 1     |
| 6       | Gales              | 1   | 0     | 0      | 1     |
| 6       | Islas Cook         | 1   | 0     | 0      | 1     |
| 6       | Líbano             | 1   | 0     | 0      | 1     |
| 6       | Mongolia           | 1   | 0     | 0      | 1     |
| 6       | Pakistán           | 1   | 0     | 0      | 1     |
| 6       | Tailandia          | 1   | 0     | 0      | 1     |
| 6       | Uganda             | 1   | 0     | 0      | 1     |
| 7       | Bolivia            | 0   | 1     | 1      | 2     |
| 8       | Birmania           | 0   | 2     | 0      | 2     |
| 9       | Venezuela          | 0   | 1     | 2      | 3     |
| 10      | Colombia           | 0   | 1     | 1      | 2     |
| 10      | Suecia             | 0   | 1     | 1      | 2     |
| 10      | Uruguay            | 0   | 1     | 1      | 2     |
| 11      | Brasil             | 0   | 1     | 0      | 1     |
| 11      | Italia             | 0   | 1     | 0      | 1     |
| 11      | Japón              | 0   | 1     | 0      | 1     |
| 11      | Nepal              | 0   | 1     | 0      | 1     |
| 11      | Panamá             | 0   | 1     | 0      | 1     |
| 11      | República Checa    | 0   | 1     | 0      | 1     |
| 11      | Sudáfrica          | 0   | 1     | 0      | 1     |
| 11      | Ucrania            | 0   | 1     | 0      | 1     |
| 11      | Zimbabue           | 0   | 1     | 0      | 1     |
| 12      | Singapur           | 0   | 0     | 2      | 2     |
| 13      | Croacia            | 0   | 0     | 1      | 1     |
| 13      | Haití              | 0   | 0     | 1      | 1     |
| 13      | Indonesia          | 0   | 0     | 1      | 1     |
| 13      | Kirguistán         | 0   | 0     | 1      | 1     |
| 13      | Macao              | 0   | 0     | 1      | 1     |
| 13      | Nigeria            | 0   | 0     | 1      | 1     |
| 13      | República Eslovaca | 0   | 0     | 1      | 1     |

## Candidatas
83 candidatas compitieron en el certamen:
(En la tabla se utiliza su nombre completo, los sobrenombres van entrecomillados y los apellidos utilizados como nombre artístico, entre paréntesis; fuera de ella se utilizan sus nombres «artísticos» o simplificados)
| País/Territorio      | Candidata                          | Edad | Ciudad de origen      |
| -------------------- | ---------------------------------- | ---- | --------------------- |
| Argentina            | Lara Bochle                        | 21   | Ciudad de Resistencia |
| Australia            | Lyndl Kean                         | 26   | Sídney                |
| Austria              | Kimberly Budinsky                  | 21   | Baden bei Wien        |
| Bahamas              | Candisha Rolle                     | 23   | Nasáu                 |
| Bélgica              | Fenne Verrecas                     | 19   | Bruselas              |
| Belice               | Chantae Chanice Guy                | 24   | Belmopán              |
| Bolivia              | Eliana Pamela Villegas Timm        | 23   | Cochabamba            |
| Bosnia y Herzegovina | Ivana Perišić                      | 21   | Bania Luka            |
| Brasil               | Bruna Custódio Zanardo             | 24   | Laranjal Paulista     |
| Canadá               | Tamara Jemuovic                    | 22   | Toronto               |
| Chile                | Tiare Rocío Fuentes Espinoza       | 20   | Puerto Varas          |
| China                | Xiaohan Gang                       | 20   | Baoshan               |
| China Taipéi         | Le Chiao «Joanne» Peng             | 21   | Taipéi                |
| Chipre               | María Kósta                        | 24   | Nicosia               |
| Colombia             | Michelle Alejandra Gómez Bustos    | 24   | Sumapaz               |
| Corea                | Chae-Young Lee                     | 19   | Gwangju               |
| Croacia              | Nera Torlak                        | 18   | Baška Voda            |
| Dinamarca            | Klaudia Parsberg                   | 25   | Vejle                 |
| Ecuador              | Katherine Elizabeth Espín Gómez    | 23   | La Troncal            |
| Eslovenia            | Maja Ann Strnad                    | 23   | Liubliana             |
| Estados Unidos       | Corrin Stellakis                   | 19   | Bridgeport            |
| Filipinas            | Imelda Bautista Schweighart        | 21   | Puerto Princesa       |
| Gales                | Charlotte Hitchman                 | 19   | Neath                 |
| Ghana                | Deborah Eyram Dodor                | 25   | Acra                  |
| Guadalupe            | Méghan Monrose                     | 22   | Saint-Claude          |
| Guam                 | Gloria Asunción Nelson             | 19   | Barrigada             |
| Guatemala            | Stephanie Judith Sical Salazar     | 21   | Quetzaltenango        |
| Haití                | Valérie Alcide                     | 21   | Pétionville           |
| Hungría              | Eszter Oczella                     | 23   | Budapest              |
| India                | Rashi Yadav                        | 21   | Nueva Delhi           |
| Indonesia            | Luisa Andrea Soemitha              | 21   | Semarang              |
| Inglaterra           | Luissa Burton                      | 26   | Worcestershire        |
| Irak                 | Suzan Amer                         | 21   | Solimania             |
| Irlanda del Norte    | Julieann McStravick                | 19   | Stoneyford            |
| Islas Cook           | Allanah Keri Herman-Edgar          | 22   | Mangaia               |
| Israel               | Meera Kahli                        | 20   | Tarsheeha             |
| Italia               | Denise Frigo                       | 22   | Roana                 |
| Japón                | Amy Hachiya                        | 24   | Mie                   |
| Kenia                | Grace Wanene Njoki                 | 23   | Laikipia              |
| Kirguistán           | Begim Almasbekova                  | 19   | Biskek                |
| Líbano               | Carole Kahwagi                     | 22   | Zgharta               |
| Macao                | Clover Zhu (Zhu Tain Le)           | 20   | Ciudad de Macao       |
| Malasia              | Venisa Judah                       | 19   | Sandakan              |
| Malta                | Natalya Galdes                     | 22   | Sliema                |
| Mauricio             | Amber Korimdun                     | 21   | Terre Rouge           |
| México               | Itzel Paola Astudillo Aréchiga     | 21   | Tuxtla Gutiérrez      |
| Moldavia             | Tatiana Ovcinicova                 | 18   | Chisináu              |
| Mongolia             | Enkhbor Azbileg                    | 24   | Ulán Bator            |
| Birmania             | Nan Khine Shwe Wah Win             | 18   | Kayin                 |
| Namibia              | Elize Ndahafa Shakalela            | 25   | Tsumeb                |
| Nepal                | Roshni Khatri                      | 20   | Patan                 |
| Nigeria              | Chioma Precious Obiadi             | 21   | Awka                  |
| Nueva Zelanda        | Janelle Nicholas-Wright            | 25   | Auckland              |
| Países Bajos         | Deborah van Hemert                 | 21   | Heinkenszand          |
| Pakistán             | Anzhelika Rublevskaya Tahir        | 21   | Sheikhupura           |
| Palestina            | Natali Rantisi                     | 18   | Ramala                |
| Panamá               | Virginia Isabel Hernández Milachay | 26   | Ciudad de Panamá      |
| Paraguay             | Vanessa Alexandra Ramírez Cabrera  | 21   | Areguá                |
| Perú                 | Brunella Otilia Fossa Palma        | 25   | Piura                 |
| Polonia              | Magdalena Kucharska                | 24   | Brzozów               |
| Portugal             | Alexandra Perez-Marcenco           | 18   | Sintra                |
| República Checa      | Kristýna Kubíčková                 | 18   | Ostrava               |
| República Dominicana | Lidia Nicole Jimeno Morel          | 22   | Valverde              |
| República Eslovaca   | Kristína Šulová                    | 22   | Banská Bystrica       |
| Reunión              | Méli-Shèryam Gastrin               | 22   | Saint-Louis           |
| Rumania              | Krina Stinca                       | 26   | Bucarest              |
| Rusia                | Aleksandra Cherepanova             | 19   | Vladivostok           |
| Serbia               | Teodora Janković                   | 18   | Belgrado              |
| Sierra Leona         | Josephine Geraldlyn Kamara         | 23   | Freetown              |
| Singapur             | Manuela Blanka Bruntraeger         | 23   | Singapur              |
| Sri Lanka            | Dimanthi «Disna» Edirirathne       | 20   | Colombo               |
| Sudáfrica            | Nozipho Nadine Magagula            | 21   | Pretoria              |
| Suecia               | Cloie Syquia Skarne                | 22   | Estocolmo             |
| Suiza                | Manuela Oppikofer                  | 25   | Berna                 |
| Surinam              | Svetoisckia Safora Brunswijk Kross | 19   | Paramaribo            |
| Tailandia            | Atcharee Buakhiao                  | 20   | Bangkok               |
| Ucrania              | Alena Belova                       | 21   | Vínnitsa              |
| Uganda               | Priscilla Achieng                  | 23   | Kampala               |
| Uruguay              | Valeria Barrios Ustra              | 21   | Salto                 |
| Venezuela            | Stephanie Ysabel de Zorzi Landaeta | 23   | Turmero               |
| Vietnam              | Nguyễn Thị Lệ Nam Em               | 20   | Ciudad Ho Chi Minh    |
| Zambia               | Katrina «Ketty» Kabaso             | 25   | Lusaka                |
| Zimbabue             | Sharon Enkromelle Andrew           | 22   | Harare                |

### Designaciones
- Chantae Guy (Belice) recibió la invitación por parte de Michael Arnold, quien es el dueño de la franquicia tenedora en su país, para formar parte de este certamen.
- Bruna Zanardo (Brasil) fue designada por el empresario y dueño de la franquicia Miss Terra de Brasil, José Alonso Díaz, para ser partícipe en esta edición representando a su país.
- Nera Torlak (Croacia) fue designada por Drago Gavranovic, quien es director de la franquicia de dicho país.
- Katherine Espín (Ecuador) fue designada por los directores de Miss Tierra Ecuador, quien es franquicia tenedora de dicha nación.
- Suzan Amer (Irak) fue designada por la directiva de la franquicia de dicho país para debutar en este certamen.
- Grace Wanene (Kenia) fue designada por los organizadores de la franquicia responsable de dicho país, tras no realizarse el certamen nacional.
- Begim Almasbekova (Kirguistán) fue designada para que dicho país debute en este certamen, tras terminar como segunda finalista en el certamen nacional.
- Enkhbor Azbileg (Mongolia) fue designada por los directores de Miss Mongolia Tourism Association, franquicia tenedora de dicho país.
- Virginia Hernández (Panamá) fue designada por César Rodríguez, quien es director de Señorita Panamá, franquicia tenedora del certamen en dicho país.
- Svetoisckia Brunswijk (Surinam) fue designada por Tropical Beauties Suriname, franquicia tenedora de dicho país para este certamen.
- Stephanie de Zorzi (Venezuela) fue designada por Miss Venezuela Earth, quien es la nueva franquicia tenedora del concurso en dicho país.
- Nguyễn Thị Lệ Nam Em (Vietnam) fue designada por Helios Media, quien es la nueva franquicia tenedora del concurso en dicho país.

### Suplencias
- Alexandria Eissinger (Dinamarca) renunció al título nacional por razones personales, la organización The Face of Denmark designó a Klaudia Parsberg como su suplente, tras terminar como primera finalista en el certamen nacional del año 2015.
- Magdalena Kucharska (Polonia) fue designada por los organizadores de la franquicia Miss Egzotica para reemplazar a la ganadora original Sarah Osman, quien no concursará por razones desconocidas.
- Elsa Techer (Reunión) no participó en el certamen pese a ser la reina titular en su país por razones desconocidas, Méli-Shèryam Gastrin tomó su lugar en este concurso, tras terminar como primera finalista en el certamen nacional.

### Abandonos
- A pesar de ser electas para representar a su respectivos países en este concurso, Lena Bröder (Alemania), Mariam Melyan (Armenia), Tsvetomira Ivanova (Bulgaria), Brenda Muñoz (Costa Rica), y Camille Sirot (Nueva Caledonia) no se presentaron a la convocatoria, por ende fueron retiradas de la nómina oficial de las delegadas de la página oficial por razones no reveladas.
- Pese a ser elegida para representar a su país en este certamen Nazaret Lamarca (España) no participó en el certamen por el poco tiempo que tenía dicha delegada para su preparación en el concurso.
- Andina Pura (Kosovo) no arribó a la concentración del certamen por problemas de visado para ingresar a Filipinas.

## Datos acerca de las delegadas
Algunas de las delegadas del Miss Tierra 2016 han participado, o participarán, en otros certámenes internacionales de importancia:
- Virginia Hernández (Panamá) participó sin figurar en Miss World University 2010 y Miss Mundo 2013.
- Chantae Guy (Belice) compitió sin éxito en Miss Mundo 2012 y en Miss Continente Americano 2012.
- Katherine Espín (Ecuador) compitió sin figurar en Reinado Internacional del Café 2013 y fue primera finalista en Miss Bikini Universe 2015.
- Méghan Monrose (Guadalupe) compitió sin éxito en Miss Internacional 2013.
- Lara Bochle (Argentina) concursó sin éxito en Miss Continentes Unidos 2014.
- Fenne Verrecas (Bélgica) fue semifinalista en Top Model of the World 2014, y se posicionó segunda finalista en Miss Eco Internacional 2017.
- Anzhelika Tahir (Pakistán) fue segunda finalista en Miss Asia Pacific World 2014, Miss World University 2016, SuperTalent of the World 2016; y fue primera finalista en Miss Eco Internacional 2017.
- Krina Stinca (Rumania) concursó sin éxito en Miss Intercontinental 2015 y en Top Model of the World 2015, en ambos certámenes representó a Moldavia.
- Svetoisckia Brunswijk (Surinam) concursó sin éxito en Miss Grand Internacional 2015.

Algunas de las delegadas nacieron o viven en otro país al que representarán, o bien, tienen un origen étnico distinto:
- Kimberly Budinsky (Austria) tiene ascendencia polaca.
- Bruna Zanardo (Brasil) radica en Alemania.
- Tamara Jemuovic (Canadá) tiene ascendencia serbia.
- Nera Torlak (Croacia) tiene nacionalidad bosnia y croata.
- Corrin Stellakis (Estados Unidos) tiene ascendencia alemana, polaca, italiana, irlandesa y griega.
- Imelda Schweighart (Filipinas) tiene ascendencia alemana por el lado paterno.
- Stephanie Sical (Guatemala) radica en Estados Unidos.
- Allanah Herman-Edgar (Islas Cook) radica en Nueva Zelanda.
- Clover Zhu (Macao) radica en China.
- Venisa Judah (Malasia) tiene ascendencia india.
- Deborah van Hemert (Países Bajos) tiene ascendencia indonesia por parte materna.
- Anzhelika Tahir (Pakistán) tiene ascendencia ucraniana por el lado materno, y radica en Ucrania.
- Natali Rantisi (Palestina) tiene ascendencia jordana por el lado materno.
- Virginia Hernández (Panamá) tiene ascendencia peruana por parte materna.
- Brunella Fossa (Perú) y Stephanie de Zorzi (Venezuela) tienen ascendencia italiana.
- Magdalena Kucharska (Polonia) tiene ascendencia francesa e italiana.
- Alexandra Marcenco (Portugal) nació y se crio en Moldavia hasta los 4 años de edad.
- Krina Stinca (Rumania) nació y radica en Moldavia, posee ambas nacionalidades.
- Méli-Shèryam Gastrin (Reunión) radica en Francia.
- Manuela Bruntraeger (Singapur) tiene ascendencia alemana por el lado paterno, y portuguesa-singapurense por el lado materno.
- Cloie Skarne (Suecia) tiene ascendencia filipina y posee nacionalidad estadounidense, filipina y sueca.
- Manuela Oppikofer (Suiza) nació en Camerún.

Otros datos significativos de algunas delegadas:
- La candidata más alta fue Chioma Precious Obiadi (Nigeria) con 1,85 m (6′ 1″), mientras que la candidata más baja fue Natali Rantisi (Palestina) con 1,64 m (5′ 5″) de estatura.
- Las candidatas de mayor edad fueron Lyndl Kean (Australia), Luissa Burton (Inglaterra), Virginia Hernández (Panamá) y Krina Stinca (Rumania), todas con 26 años; mientras que las candidatas de menor edad fueron Nera Torlak (Croacia), Tatiana Ovcinicova (Moldavia), Nan Khine Shwe Wah Win (Myanmar), Natali Rantisi (Palestina), Alexandra Marcenco (Portugal), Kristýna Kubíčková (República Checa) y Teodora Janković (Serbia), todas cuentan con 18 años al momento del concurso.
- Bruna Zanardo (Brasil) es modelo internacional y ha sido rostro de prestigiosas marcas a nivel mundial.
- Rashi Yadav (India) ganó el certamen nacional en medio de polémicas, ya que las candidatas Chum Darang y Shaan Kumar (Primera y segunda finalista respectivamente) boicotearon y trataron de golpear a Yadav tras no estar de acuerdo con el veredicto del jurado, alegando ser arbitrarios al momento de elegir a la ganadora del certamen; el resto de las candidatas demandarán a la organización nacional por falta de transparencia en el concurso.[5]
- Suzan Amer (Irak) fue junto a Klaodia Khalaf (representante iraquí a Miss Grand Internacional 2016), la primera representante de dicha nación en un certamen de belleza desde 1972.
- Natalya Galdes (Malta) es una conocida cantante y modelo profesional en su país.
- Cloie Skarne (Suecia) es hija de Gabby Concepción, quien es actor y cantante filipino, y de Jenny Syquia, quien es una famosa modelo, actriz y diseñadora de renombre a nivel internacional. Igualmente es media hermana de la cantante KC Concepción y es bisnieta del fallecido expresidente filipino Elpidio Quirino. Cloie adoptó el apellido de su padrastro, Filip Skarne.[6]
- Stephanie de Zorzi (Venezuela) fue Miss Venezuela Tierra 2013, lo cual le otorgaba el derecho de representar al país en Miss Tierra 2014, pero no pudo competir, ya que fue destituida y reemplazada por la entonces recién electa Miss Venezuela Tierra 2014, Maira Alexandra Rodríguez, semanas antes de partir.

## Sobre los países en Miss Tierra 2016

### Naciones debutantes
- Irak, Kirguistán y Palestina compitieron por primera vez en el certamen.

### Naciones ausentes
(Esta lista es en relación a la edición anterior)
- Alemania, Armenia, Aruba, Costa Rica, Crimea, Egipto, Escocia, España, Fiyi, Francia, Honduras, Irlanda, Kosovo, Noruega, Nueva Caledonia,República Democrática del Congo, Trinidad y Tobago y Turquía no participaron en esta edición.

### Naciones que regresan a la competencia
- Haití que participó por última vez en 2006.
- Islas Cook y Vietnam que participaron por última vez en 2012.
- Macao, Moldavia, Serbia y Sierra Leona que participaron por última vez en 2013.
- China Taipéi, Namibia, Nigeria, Pakistán, Zambia y Zimbabue que participaron por última vez en 2014.